# 小岩川站
小岩川站（日语：／ Koiwagawa eki */?）是位於山形縣鶴岡市小岩川，東日本旅客鐵道（JR東日本）的羽越本線車站。

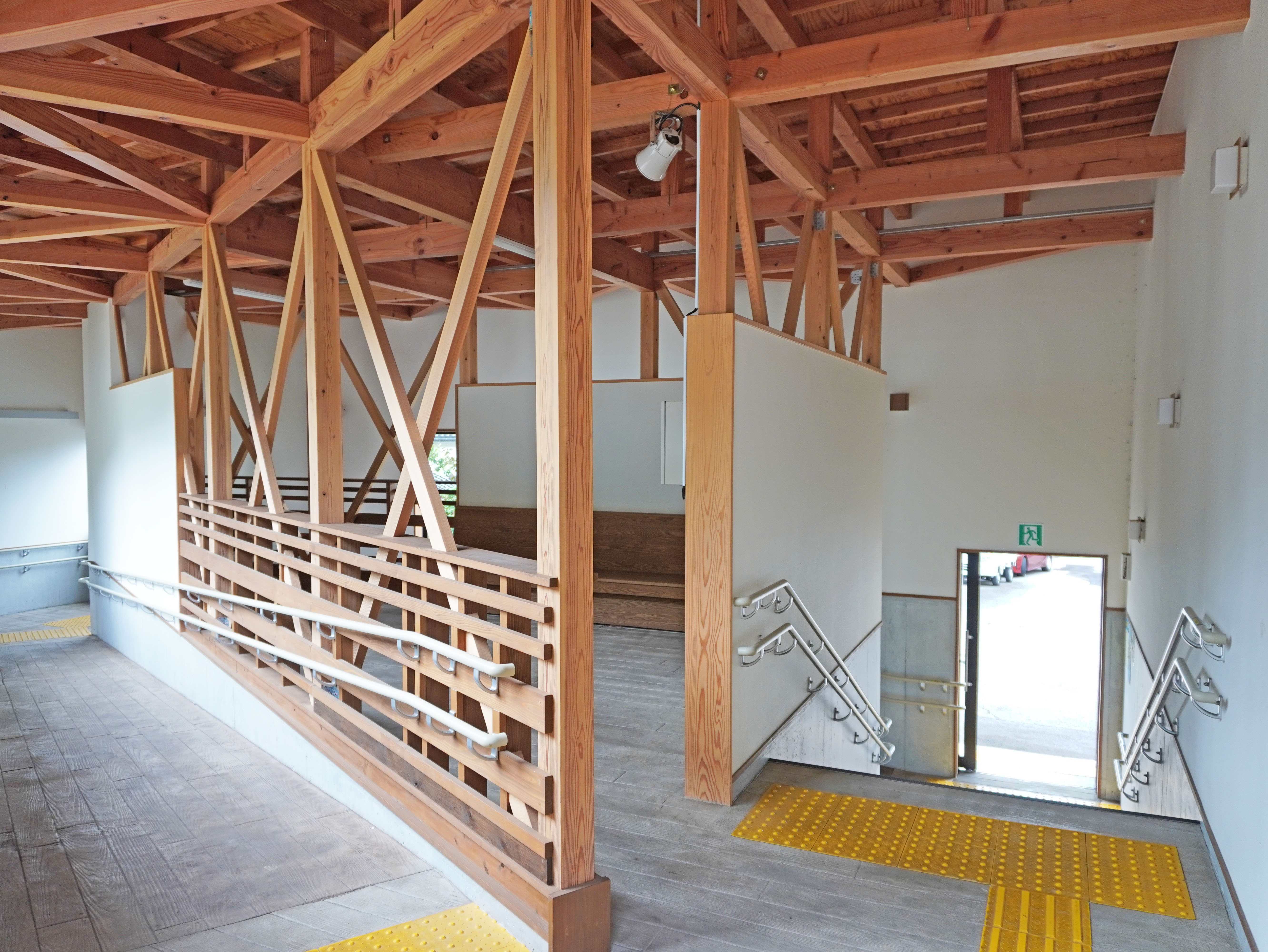
候車室（2022年9月）

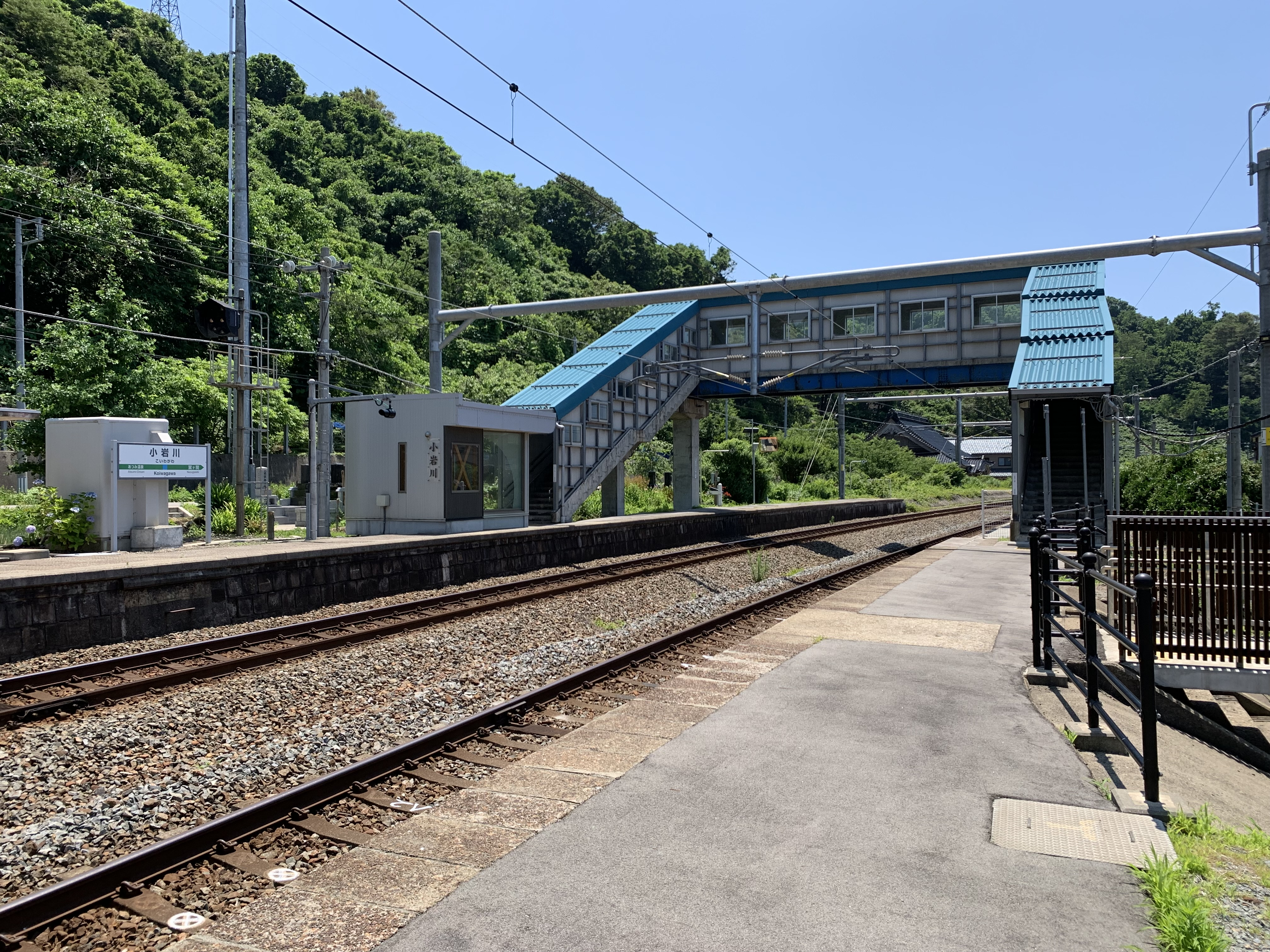
月台（2022年7月）

## 歷史
- 1944年（昭和19年）12月11日：運輸通信省（國鐵）小岩川信號站啟用。
- 1950年（昭和25年）2月1日：升級為車站，名為小岩川站[1]。
- 1972年（昭和47年）9月1日：成為無人車站。
- 1987年（昭和62年）4月1日：伴隨國鐵分割民營化，車站由東日本旅客鐵道（JR東日本）營運。
- 2006年（平成18年）7月13日：在下午8時10分，受到大雨影響，小岩川站至溫海溫泉站之間發生土石流。小岩川站至溫海溫泉站之間在當日起至8月9日不能通行。
- 2019年（令和元年）6月18日：受到發生2019年山形地震影響，車站月台受損，電纜傾倒。在同月20日起羽越本線重開，但是所有列車臨時通過此站[2]。在22日首班車起再次服務[3][4]。

## 車站構造
本站是地面車站，並設有2面2線的相對式月台，月台之間透過跨線橋連接。此站是由酒田站管理的無人車站，站內設有簡易自動售票機。

### 月台
| 月台 | 路線      | 上下行 | 方向                 |
| ---- | --------- | ------ | -------------------- |
| 1    | ■羽越本線 | 下行   | 鶴岡、酒田、秋田方向 |
| 2    | ■羽越本線 | 上行   | 村上、新津方向       |

參考

## 使用狀況
根據「鶴岡市統計書」資料，以下列出平均乘車人次：
| 年度               | 1年總 乘車人次 | 1年總 乘車人次 | 參考資料 |
| 年度               | 一般           | 定期           | 參考資料 |
| ------------------ | -------------- | -------------- | -------- |
| 2004年（平成16年） | 4,500          | 13,100         | [ 6 ]    |
| 2005年（平成17年） | 3,500          | 13,400         | [ 6 ]    |
| 2006年（平成18年） | 3,400          | 11,000         | [ 6 ]    |
| 2007年（平成19年） | 3,300          | 12,000         | [ 6 ]    |
| 2008年（平成20年） | 3,200          | 12,600         | [ 6 ]    |
| 2009年（平成21年） | 2,900          | 11,700         | [ 6 ]    |

## 車站周邊
- 國道7號
- 小岩川簡易郵局

## 相鄰車站
東日本旅客鐵道
■羽越本線
鼠關－小岩川－溫海溫泉
在此站至溫海溫泉之間，於日本國有鐵道（國鐵）時代已經為雙線鐵路而建設新隧道（住吉山隧道、宮名隧道），但是實際上還未有使用。

## 注腳
1. ↑  「日本國有鐵道公示第17號」『官報』1950年1月27日（國立國會圖書館數碼化收藏）
2. ↑  . 日本経済新聞. 2019-06-19  [2020-11-09]. （原始内容存档于2020-11-09） （日语）.
3. ↑  . 交通新聞. 2019-06-25  [2020-11-09]. （原始内容存档于2019-07-14） （日语）.
4. ↑  . 交通新聞 (交通新聞社). 2019-06-25: 3 （日语）.
5. ↑  JR東日本:駅構内図 （页面存档备份，存于）（日語）
6. ↑   (PDF). 平成22年版 鶴岡市の統計書. 鶴岡市: 111. 2011-08  [2019-02-25]. （原始内容 (PDF)存档于2019-02-25） （日语）.

## 外部連結
- 車站資訊（小岩川）：東日本旅客鐵道（日語）